# Viola Graziosi
Viola Graziosi (Roma, 24 settembre 1979) è un'attrice italiana.

## Biografia
Attrice interprete di straordinaria versatilità, celebre per la sua capacità di dare corpo e voce alle grandi donne della storia, della letteratura e del teatro. Artista e testimone di rara sensibilità che mette al centro la ricerca sul femminile e incarna un'arte interpretativa che si colloca tra tradizione e modernità, restituendo con maestria la complessità dei sentimenti umani che creano una particolare risonanza con gli spettatori.
La sua carriera, contraddistinta da un percorso d’élite principalmente teatrale, ha avuto inizio con l’intuizione di Carlo Cecchi che, riconoscendone il talento precoce, la scelse per interpretare Ofelia in Amleto di Shakespeare a soli 17 anni, dando avvio a un iter formativo e artistico di straordinario rigore, culminato con il diploma al prestigioso Conservatoire national supérieur d'art dramatique di Parigi.
Sul palcoscenico ha dato corpo a figure archetipiche e potenti come Medea, Clitemnestra, Fedra, Circe ed Elena di Troia ne Le Troiane al Teatro Greco di Siracusa, lavorando con registi del calibro di Paolo Magelli, Giuseppe Dipasquale, Muriel Mayette-Holtz. La sua voce, strumento al servizio della comunicazione, cesellata con estrema finezza, si distingue per la duttilità espressiva, capace di spaziare dal dramma classico, come in Sei personaggi in cerca d'autore di Pirandello, al dramma borghese come ne I Creditori di August Strindberg, a riletture contemporanee di forte impatto, come The Handmaid's Tale - Il racconto dell'ancella di Margaret Atwood, sempre acclamata per l’intensità emotiva e la ricchezza interpretativa.
Sviluppa la sua personale ricerca artistica attraverso progetti speciali. Con il marito regista Graziano Piazza, porta in scena la Trilogia del Femminile. Un percorso ricco di sfumature che riguarda tanto l’uomo quanto la donna e la ricerca insieme di questo "femminile" che contiene, attraverso l’unione, la possibilità di trasformazione e rinascita.
Si fa portavoce di storie di donne realmente esistite come Sibilla Aleramo e Simonetta Vespucci (la Venere di Botticelli) indagandone il percorso umano oltre che artistico, sempre per restituirle al pubblico di oggi, come esempio e ispirazione, parte del nostro prezioso bagalio culturale. 
Nel panorama dell’editoria digitale, in grande espansione negli ultimi anni, Viola Graziosi ha ridefinito l’arte della narrazione, trasformando la lettura in un’esperienza performativa di alto valore artistico. Definita da Donna Moderna «la voce più amata dagli italiani», è divenuta un punto di riferimento nel settore, prestando la sua interpretazione a opere di autrici e autori di fama mondiale, come Isabel Allende, Amélie Nothomb, Antonio Tabucchi e Virginia Woolf. Le sue letture, apprezzate dal pubblico e dalla critica, hanno raggiunto centinaia di migliaia di ascoltatori, consacrandola come una delle voci più riconoscibili e autorevoli in Italia e all’estero.
Presta il suo talento anche all'audiovisivo partecipando ad esperienze di forte impatto emotivo come il lungometraggio Report 51, thriller fantascentifico basato sulla tecnica del found footage girato in inglese e distribuito in tutto il mondo. È diretta da registi del calibro di Francesca Comencini e Pupi Avati. Prende parte a varie fiction Rai di successo come Distretto di Polizia, Un passo dal cielo, Nero Wolfe, L'allieva, Chiara Lubich.
Recentemente sviluppa un progetto di culture influencer portando il suo talento anche sui social networks con performance dedicate che hanno come obiettivo di creare empatia e valore nei luoghi dove le persone, e soprattutto i giovani, passano la maggior parte del tempo. Uno dei successi maggiori con migliaia di visualizzazioni e like è "Vagina's Stories" liberamente ispirato a I monologhi della vagina, celebre opera teatrale di Eve Ensler.
Graziosi, la cui carriera è costellata di successi e riconoscimenti, nel 2024 è stata insignita del titolo di Cavaliere dell'Ordine al merito della Repubblica italiana, onorificenza che suggella un percorso artistico esemplare, testimoniando l’eccellenza di un talento che unisce ricerca, eleganza e impegno culturale, elevando l’arte dell'attore a veicolo di memoria, conoscenza e bellezza.

## Vita privata
Dal 2018 è sposata con l'attore e regista nonché attuale direttore del Teatro Stabile di Catania, Graziano Piazza.

## Formazione
- Conservatoire national supérieur d'art dramatique (2000-2003)
- Le jeu d'acteur face à la caméra workshop con Philippe Garrel (2003)
- Laurea specialistica in studi teatrali Università Sorbonne Nouvelle (2008)
- Acting and auditionning in English continuous courses with Doris Von Thury (2013-14)
- Formazione di canto e uso della voce come strumento espressivo con Vernoique Dietschy e Francesca della Monica
- Formazione di danza e movimento come forma di espressione artistica con Caroline Marcadé e Mariana Porceddu

## Filmografia

### Cinema
- Le parole di mio padre, regia di Francesca Comencini (2000)
- Report 51, regia di Alessio Liguori (2013)
- Un ragazzo d'oro, regia di Pupi Avati (2014)
- I nostri passi diversi, regia di Alberto Bennati (2017)
- L'amico fragile (The fragile friend), regia di Salvatore Vitiello (2018)

### Cortometraggi
- Trois chambres, regia di Chloé Thomas (2008)
- Ai confini dell'anima, regia di Alfonso Bergamo (2010)
- Lucania in ballo, regia Ulderico Pesce (2016)
- Le immagini delle parole, regia Graziano Piazza (2016)
- Il teatro al tempo del virus, regia Luca Alcini (2020)

### Televisione
- Francesco, regia di Michele Soavi – miniserie TV (2002)
- Distretto di Polizia 8 regia di Alessandro Capone - serie TV (2008)
- Est Ovest, regia di Cristina Comencini e Lorenzo D'Amico (2010)
- Distretto di Polizia 10 regia di Alberto Ferrari – serie TV (2010)
- L'ombra del destino, regia di Pier Belloni – miniserie TV (2010)
- Ho sposato uno sbirro 2 regia di Andrea Barzini – serie TV (2010)
- Mai per amore, regia di Marco Pontecorvo – miniserie TV (2012)
- Nero Wolfe regia di Riccardo Donna – serie TV (2012)
- Maria di Nazaret, regia di Giacomo Campiotti – miniserie TV (2012)
- L'isola regia di Alberto Negrin – serie TV (2012-2013)
- Un passo dal cielo 2 regia di Riccardo Donna – serie TV (2012)
- Il caso di Modica, regia di Luca Alcini (2013)
- I misteri di Laura regia di Alberto Ferrari – serie TV (2015)
- La strada di casa regia di Riccardo Donna – serie TV (2017)
- Un passo dal cielo 4 regia di Jan Michelini – serie TV (2017)
- Nero a metà regia di Marco Pontecorvo – serie TV (2018)
- L'allieva 2 – serie TV (2018)
- Chiara Lubich, regia di Giacomo Campiotti – film TV (2021)

## Teatro
- Una sera a Sorrento di I.S. Turgenev, regia di Piero Maccarinelli (1996)
- Amleto di William Shakespeare, regia di Carlo Cecchi, Teatro Garibaldi di Palermo (1997-1999)
- Sogno di una notte di mezza estate di William Shakespeare, regia di Carlo Cecchi, Teatro Garibaldi di Palermo (1997-1999)
- Misura per misura di William Shakespeare, regia di Carlo Cecchi, Teatro Garibaldi di Palermo (1997-1999)
- Agamemnon di Eschilo, regia di Dominique Valadié, CNSAD de Paris (2001)
- Le Partage, tratto da Le partage de midi di Paul Claudel, regia di Viola Graziosi e Laurent Charpentier (2002)
- Les belles de Pékin di Yves Ravey, regia di Catherine Hiégel, CNSAD de Paris (2002)
- Pièces de guerre di Edward Bond, regia di Alain Françon, CNSAD de Paris (2003)
- Jeu de masques, l'école des femmes, regia di Mario Gonzalez (2003)
- Come vi piace di William Shakespeare, regia di Hélène Vincent, CNSAD de Paris (2003)
- Ruy Blas di Victor Hugo, regia di Marcel Maréchal, Teéteaux de France (2004)
- Slogans di Marina Cvetaieva, regia di Bérangère Bonvoisin, Théâtre de la Colline (2004)
- Sei personaggi in cerca d'autore, regia di Carlo Cecchi (2006)
- Processo a Tiberio di Corrado Augias e Vladimiro Polchi, regia di Giorgio Ferrara, basilica di Massenzio (2007)
- Tartufo di Molière, regia di Carlo Cecchi, Marche Teatro e Teatro Mercadante di Napoli (2007 e 2008)
- La duchessa di Amalfi di John Webster, regia di Consuelo Barilari, Schegge di Mediterraneo (2008)
- Est Ovest di Cristina Comencini, regia di Cristina Comencini, Artisti Riuniti (2009)
- Honour di Joannah Murray-Smith, regia di Franco Però, Fama Fantasma (2009 e 2014)
- Un uomo in fallimento di David Lescot, regia di Viola Graziosi, Teatro Piccolo Eliseo (2010)
- Napoléon et l'Italie di Corrado Augias, regia di Gioia Costa, Istituto di Cultura Italiano Parigi (2010)
- Sogno d'autunno di John Fosse, regia di Alessandro Machìa (2011-2013)
- Intervista di Theo Van Gogh, regia di Graziano Piazza, Neraonda (2011-2015)
- I Pilastri della società di Ibsen, regia di Gabriele Lavia, Teatro Argentina di Roma (2013-2014)
- Coefore-Eumenidi di Eschilo, regia di Daniele Salvo, Istituto nazionale del dramma antico (INDA) di Siracusa (2014)
- Medea di Euripide, regia di Paolo Magelli, INDA di Siracusa (2015)
- Aiace di Ghiannis Ritsos, regia di Graziano Piazza, Sycamore T Company (2015)
- Sorelle di Davide Strava, regia di Davide Strava, Teatro antico di Segesta (2015)
- A proposito di Cechov di Ivan Bunin, regia di Roberto Gandini, Rai Radio 3 (2016)
- Calderón di Piero Paolo Pasolini, regia di Federico Tiezzi, Teatro Argentina di Roma, Teatro della Pergola di Firenze (2016)
- Misura per misura di William Shakespeare, regia di Graziano Piazza, Teatro antico di Segesta, Teatro India di Roma (2016)
- Maria Stuarda, tratto da Shiller, regia di Marco Lucchesi, Festival Quartieri dell'Arte, Vitorchiano (2017)
- Offelia Suite - primo studio di Luca Cedrola e Arturo Annecchino, regia di Graziano Piazza (2017)
- Tu es libre di Francesca Garolla, regia di Renzo Martinelli, Teatro i di Milano (2017)
- Il Racconto dell'Ancella, adattamento di Loredana Lipperini, a cura di Laura Palmieri, Rai Radio 3 (2018)
- La cantatrice chauve, regia di Hélène Sandoval, Theâtre français de Rome (2018)
- Aiace di Ghiannis Ritsos, regia di Graziano Piazza,Teatro antico di Segesta (2018)
- Tu es libre di Francesca Garolla, regia di Renzo Martinelli, Teatro i di Milano (2018)
- Penthy sur la bande di Magali Mougel, regia di Renzo Martinelli, Teatro i di Milano (2019)
- Le troiane, di Euripide, regia di Muriel Mayette, Inda di Siracusa (2019)
- The Handmaid's Tale, adattamento di Loredana Lipperini da Margaret Atwood, regia di Graziano Piazza, Artisti Riuniti e Teatro della città (2019)
- Offelia Suite, monoopera di Luca Cedrola e Arturo Annecchino, regia di Graziano Piazza (2018)
- L'esorcista di John Pielmeier, regia di Alberto Ferrari (2019)
- I testamenti, adattamento di Loredana Lipperini da Margaret Atwood, regia di Graziano Piazza, Rai Radio 3 (2020)
- Shakespeare for dummies: Sogno di una notte di mezza estate, regia di Graziano Piazza (2020)
- Elena tradita di Luca Cedrola, regia di Graziano Piazza, Teatro della città (2020/22)
- La mia esistenza d'acquario di Rosso di San Secondo, regia di Lydia Giordano, Teatro Stabile di Catania (2020)
- Tu es libre, regia di Renzo Martinelli, Piccolo Teatro di Milano (2020)
- Shaker's Love: Sogno di una notte di mezza estate di e con Viola Graziosi e Graziano Piazza, Teatro Stabile d'Abruzzo (2020)
- L'uomo in fallimento di David Lescot, Teatro Stabile di Brescia (2021)
- Fellini dream di e regia di Emiliano Pellisari, Teatro Biondo di Palermo (2020-2021)
- Fedra di Seneca, traduzione di Maurizio Bettini, regia di Manuel Giliberti, Teatro della città (2021/22)
- Clitemnestra di Luciano Violante, regia di Giuseppe Dipasquale, Teatro Stabile d'Abruzzo (2021/22)
- Orfeo ed Euridice, dal mito ai nostri giorni, tratto da Magris e Gluck, regia di Graziano Piazza, Teatro antico di Segesta, Teatro della città (2021)
- Ulisse contemporaneo, regia di Piero Maccarinelli, QAcademy (2021)
- Purgatorio l'In-canto del tempo da Purgatorio di Dante Alighieri, regia di Graziano Piazza, Sacro Monte (2021)
- In situ di Nathalie Fillion, regia di Nathalie Fillion, G8 Project, Teatro Nazionale di Genova (2021)
- Amo dunque sono - Sibilla Aleramo, regia di Consuelo Barilari, Schegge di mediterraneo (2021-2022)
- La macchina dei sogni, autori vari, a cura di Mimmo Cuticchio (2021)
- Medea di Luciano Violante, regia di Giuseppe Dipasquale, Teatro della città (2022)
- Non correre Amleto di Francesca Garolla, Teatro Stabile di Brescia (2022)
- Agnello di Dio di Daniele Mencarelli, Teatro Stabile di Brescia (2022)
- L'amore, le armi: Enea, eroe moderno, dall'Eneide di Virgilio, regia di Piero Maccarinelli, Campania Festival (2022)
- La misteriosa fiamma della regina Loana, regia di Giuseppe Dipasquale (2022)
- L'Amante di Harold Pinter, Teatro della Città (2023)
- Per la vita - primo studio, di e regia Francesca Garolla, Amat e 369 gradi (2023)
- Circe, di Luciano Violante, regia di Giuseppe Dipasquale (2023)
- Il caso Kaufmann di Giovanni Grasso, Teatro Stabile di Brescia (2023)
- La nascita di Venere, di Silvana Zanovello, regia di Consuelo Barilari, Schegge di mediterraneo (2023)
- I Creditori, di August Strindberg, regia di Veronica Cruciani (2024)
- La pazzia d'Orlando tratto da Ludovico Ariosto e Italo Calvino, regia di Graziano Piazza, Teatro Stabile d'Abruzzo - Teatro nazionale Torino (2024)
- Anna - Amori Rubati, di Dacia Maraini, regia di Viola Graziosi (2024)
- Le relazioni pericolose, di Pierre-Ambroise-François Choderlos de Laclos, regia di Giuseppe Argirò, Teatro della città di Catania e Festival di Borgio Verezzi (2024)

## Radio, documentari, podcast
- Voices ou le retour d'Ulysse, regia di Christine Bernard-Sugy (France Culture, 2003)
- Rires dans la nuit, regia di Christine Bernard-Sugy (France Culture, 2003)
- e roman, regia di Alain Françon e Blandine Masson (France Culture, 2003)
- Agence Internationale du bonheur, regia di Christine Bernard-Sugy (France Culture, 2006)
- La musique dans la Venise baroque, regia di Périne Mengui (France Culture, 2006)
- La vita di Teresa di Lisieux, regia di Olivier Cohen - Carmelo di Lisieux (2008)
- I Diari della Costituzione, a cura di Nicola Maranesi e Laura Palmieri (Rai Radio 3, 2018)
- I Diari del '68, a cura di Nicola Maranesi e Laura Palmieri (Rai Radio 3, 2018)
- I Diari di Guerra, a cura di Nicola Maranesi e Laura Palmieri (Rai Radio 3, 2018)
- The Handmaid's Tale, a cura di Loredana Lipperini e Laura Palmieri (2018)
- Uomini e profeti, a cura di Paola Tagliolini (Rai Radio 3, 2019)
- I Testamenti, a cura di Loredana Lipperini e Laura Palmieri (Rai Radio 3, 2020)
- Lady Killer, a cura di Giuseppe Paternò Raddusa (Audible Original, 2020)
- Uomini e profeti, a cura di Paola Tagliolini e Benedetta Caldarulo (Rai Radio 3, 2021)
- Dante Italia, serie podcast con Aldo Cazzullo (Audible e Corriere della Sera, 2021)
- Amanti - 10 storie, 10 regole, podcast di Yari Selvetella (Storytel, 2021)
- Quirinale. Il carisma degli Outsider, podcast scritto da Fabio Martini, realizzato da Federica Barozzi, Giulia Nucci e Marcello Anselmo (Rai Radio 3, 2022)
- XX Discorsi, podcast di Carlo Greppi e Flavia Trupia (Audible, 2022)
- Cose che succedono la notte, a cura di Federica Barozzi e Lorenzo Pavolini (Rai Radio 3, 2024)

## Spot
- Teaser 24, per Canal+ (2009)
- Non chiamarlo amore, regia di Francesca Comencini (2011)
- Tim Iphone 6, regia di Felipe Vellasco (2014)

## Doppiaggio

### Cinema
- Anna Mouglalis ne Il giovane favoloso
- Sandrine Dumas ne L'amore secondo Isabelle
- Manon Clavel ne Le verità
- Marina Redzepovic ne Il segreto della miniera
- Ksenija Marinkovic in The Constitution - Due insolite storie d'amore
- Aurélia Petit in Una storia d'amore e di desiderio

### Televisione
- Swankie Mafoko in How to Ruin Christmas - Il matrimonio
- Ana María Trujillo in La quiero a morir

## Audiolibri
- Lo splendore casuale delle meduse, di Judith Schalansky (Audible, 2016)
- L'amante giapponese, di Isabel Allende (Audible, 2016)
- Dentro l'acqua, di Paula Hawkins (Piemme, Emons Audiolibri 2017)
- Uccidi il padre, di Sandrone Dazieri (Mondadori, 2017)
- L’Angelo, di Sandrone Dazieri (Mondadori, 2017))
- Inés dell'anima mia, di Isabel Allende (Audible, 2018)
- Il gioco di Ripper, di Isabel Allende (Audible, 2018)
- Eva Luna, di Isabel Allende (Audible, 2018)
- Eva Luna racconta, di Isabel Allende (Audible, 2018)
- Paula di Isabel Allende (Audible, 2018)
- Per Paula, lettere dal mondo, di Isabel Allende (Audible, 2018)
- Resto qui, di Marco Balzano (Audible, 2018)
- Biografia della fame, di Amélie Nothomb (Audible, 2018)
- Sara al tramonto, di Maurizio De Giovanni (Mondadori, 2018)
- Il Re di denari, di Sandrone Dazieri (Mondadori, 2018)
- D'amore e ombra, di Isabel Allende (Audible, 2019)
- Le parole di Sara, di Maurizio De Giovanni (Mondadori, 2019)
- Sbirre, di Massimo Carlotto, Maurizio De Giovanni, Massimo De Cataldo (Mondadori, 2019)
- La somma dei giorni, di Isabel Allende (Audible, 2019)
- Lungo petalo di mare, di Isabel Allende (Feltrinelli, 2019)
- Sostiene Pereira, di Antonio Tabucchi (Radio3, 2020)
- Una lettera per Sara, di Maurizio De Giovanni (Mondadori, 2020)
- Una donna, di Sibilla Aleramo (Audible, 2020)
- Un viaggio chiamato amore, di Sibilla Aleramo e Dino Campana (Audible, 2020)
- Gelosia, di Camilla Baresani (Audible, 2021)
- Le fiabe di Beda il Bardo, di J.W. Rowling (Audible, 2021)
- L'Odissea raccontata da Penelope, Circe, Calipso e le altre di Marilù Oliva (Il Narratore, 2021)
- La neve profonda, di Brian Freeman (Audible, 2021)
- Il maialino di Natale, di J.k. Rowling (Audible, 2021)
- La bella estate, di Cesare Pavese (Audible, 2021)
- Dopo la pioggia, di Chiara Mezzalama (Il Narratore, 2022)
- Diario di una viaggiatrice eccentrica, di Silvia Bisconti (Audible, 2022)
- La scelta di Lea, di Marika Demaria (Audible, 2022)
- Una lettera per Sara, di Maurizio De Giovanni (Audible, 2022)
- Se va via il re, di Lia Levi (Audible, 2022)
- Avrò cura di te, di Chiara Mezzalama (Il Narratore, 2022)
- Violeta, di Isabel Allende (Feltrinelli, 2022)
- Tra donne sole, di Cesare Pavese (Audible, 2023)
- La bella estate, di Cesare Pavese (Audible, 2023)
- Eva Kant il giorno della vendetta, di Andrea Carlo Coppi (Audible, 2023)
- Repetita, di Marilù Oliva (Il Narratore, 2023)
- Un volo per Sara, di Maurizio De Giovanni (Audible, 2023)
- Il vento conosce il mio nome, di Isabel Allende (Feltrinelli, 2023)
- L'incendio, di Cecilia Sala (Mondadori, 2024)
- La foresta dei Pigmei, di Isabel Allende (Feltrinelli, 2024)
- L'amore non lo vede nessuno, di Giovanni Grasso (Mondadori, 2024)
- L'ora blu, di Paula Hawkins (Mondadori, 2024)
- Sorelle. Una storia di Sara, di Maurizio De Giovanni (Audible, 2024)
- Le nostre perdute foreste, di Chiara Mezzalama (Il Narratore, 2024)
- Ricordatemi come vi pare, di Michela Murgia (Mondadori, 2024)
- Il quaderno di Maya, di Isabel Allende (Feltrinelli, 2025)
- Il regno del drago d'oro di Isabel Allende (Feltrinelli, 2025)

## Premi
- Premio Adelaide Ristori come miglior attrice del Mittelfest (2013)
- Certificato di Eccellenza Audible Studios (2019, 2020, 2021)
- Premio Actress of Europe come miglior attrice (2020)
- Premio come miglior attrice non protagonista al San Benedetto Film Fest (2020)
- Premio Internazionale Franco Enriquez come miglior attrice (2024)
- Premio Ipazia alla miglior attrice - Festival Eccellenza al femminile (2024)